# Karl Fröhlich (Künstler)
Karl Hermann Fröhlich (* 8. April 1821 in Stralsund; † 18. Dezember 1898 in Berlin) war ein deutscher Dichter und  Silhouettenschneider, der durch seine Scherenschnittbilder in der deutschen Kinder- und Jugendliteratur bekannt war.

## Leben und Wirken

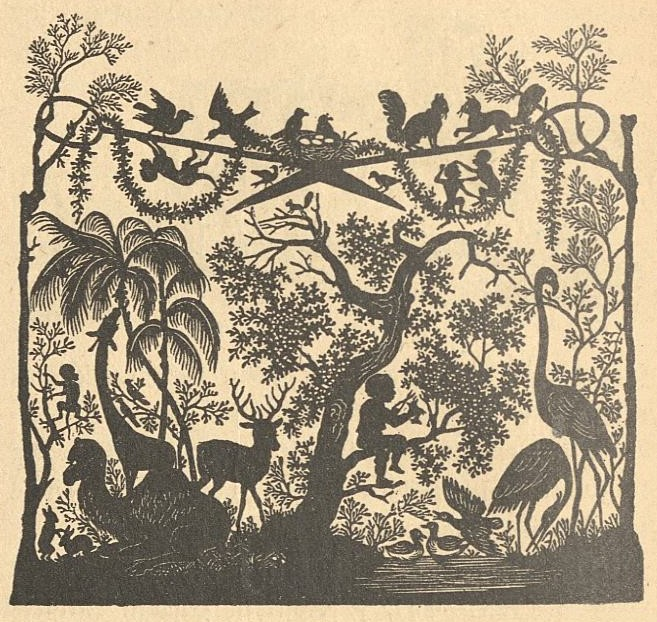
Beitrag für Herzblättchens Zeitvertreib, 1856

Fröhlich war im Hauptberuf ein gelernter Schriftsetzer, der von 1833 bis 1839 und nach Jahren der Wanderschaft erneut 1845 in Berlin tätig war. Der Scherenkünstler-Tradition des Schuhmachers Wilhelm Müller aus Düsseldorf folgend, schuf er zunächst in seiner Freizeit Scherenschnitte für Kinder, zu denen er auch entsprechende Verse verfasste, teils in Plattdeutsch. Im Jahr 1852 begann er seine Buchproduktion mit Blumen am Wege. Er arbeitete außerdem für verschiedene Zeitungen, unter anderem für die Deutsche Jugend und knapp vierzig Jahre für die von Thekla von Gumpert herausgegebene Anthologie Herzblättchens Zeitvertreib.
Zu seinen nach Ansicht von Kunze besten Leistungen zählt das fröhliche ABC-Buch, worin er beim Buchstaben Z auch seine Handwerkskunst thematisiert:
Zierlich, zahlreich, zart und nett
Bilderchen, von A bis Z
Sollt Ihr, Kindern zum Vergnügen,
Willig Euch der Schere fügen.-
Wem gelingt das Z e b r a fein
Der soll S c h e r e n k ö n i g  sein.

## Werke
- Blumen am Wege. Kassel 1851. (2. Auflage. 1861 unter dem Titel Gedichte)
- Karl Fröhlichs fröhliches ABC-Buch. Callwey, München um 1920
- Fabeln und Erzählungen. Kassel, 1853/54.
- Silhouetten-Fibel. Kassel 1855
- Neue Silhouetten und Reime 2 Bde. Berlin 1855
- Buntes Allerlei. Berlin 1857
- Lilgen Konfallgen. Berlin 1858
- Neue große Silhouetten-Fibel für artige Kinder. Breslau 1859. (Neuausgabe: Insel Verlag, 1977)
- Blumen am Wege, ein Strauß für die Jugend. Berlin 1882.
- Maiblumen : Schattenrisse und plattdeutsche Verse von Karl Fröhlich. Mit neuen hochdeutschen Kinderreimen. Herausgegeben vom Kunstwart. Callwey, München 1913.